# Chrzest Jezusa (obraz El Greca z Colegio)
Chrzest Jezusa (Chrystus we krwi – el Cristo de la sangre) – obraz olejny hiszpańskiego malarza pochodzenia greckiego Dominikosa Theotokopulosa, znanego jako El Greco. Jest sygnowany: domènikos theotokópoulos krès.

## Historia obrazu
Obraz był jednym z siedmiu obrazów stworzonych w latach 1596–1600 dla poliptyku ołtarzowego kościoła seminaryjnego madryckiego Colegio de doña María de Aragón. Ołtarz został rozebrany podczas francuskiej okupacji Hiszpanii. Pięć obrazów trafiło ostatecznie do madryckiego muzeum Prado, a jeden do Narodowego Muzeum Sztuki w Bukareszcie. Siódmy obraz uznano za zaginiony. El Greco otrzymał zlecenie od wykonawców testamentu patronki kolegium, damy dworu Doñi Marii de Córdoba y Aragón, która zmarła w 1593 roku. Było to największe zlecenie, jakie otrzymał artysta – za jego zrealizowanie otrzymał 6000 dukatów. Chrzest Jezusa eksponowane jest obecnie w madryckim muzeum Prado.

## Opis obrazu

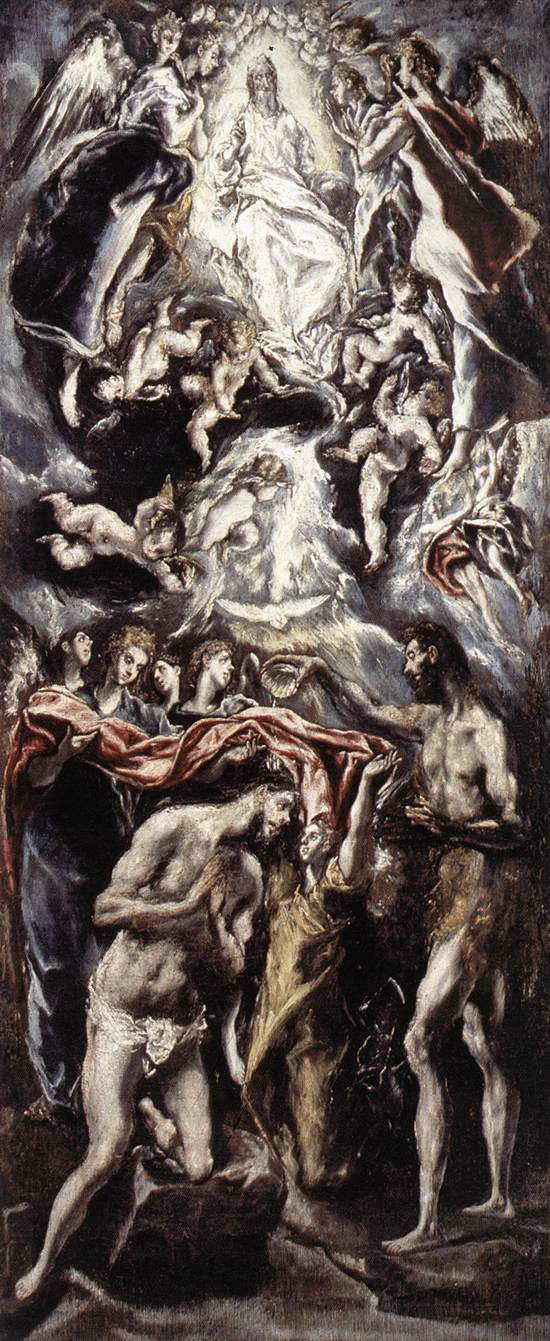
Chrzest Jezusa
kopia z Gallerii Nazionale
(1596 – 1600)
111 × 47 cm

Obraz przedstawia opisaną w Nowym Testamencie scenę ochrzczenia Chrystusa przez Jana Chrzciciela. El Greco kompozycyjnie nie odszedł od tradycyjnego przedstawienia chrztu. Na pierwszym planie artysta umieszcza Jana Chrzciciela polewającego woda głowę Jezusa. Głowa i święcona woda lana z muszli (motyw bizantyjski) znajduje się na osi obrazu a powyżej widać białego gołębia symbolizującego Ducha Świętego. Powyżej, w otoczeniu aniołów przedstawiony został Bóg Ojciec błogosławiący Jezusa. Tak przedstawiona scena zgodna jest ze słowami z Ewangelii Marka: 

W chwili gdy wychodził z wody, ujrzał rozwierające się niebo i Ducha jak gołębicę zstępującego na siebie. A z nieba odezwał się głos: „Tyś jest mój Syn umiłowany, w Tobie mam upodobanie” (Mk 1,10-11)

 Tłem dla wydarzeń jest pusta przestrzeń, bez śladów przyrody jedynie z lekko zaznaczonym strumieniem. Scena chrztu rozgrywa się w nie określonej przestrzeni. El Greco tradycyjnie wprowadza własne interpretacje kładąc nacisk nie tylko na sferę ziemską, ale i na sferę niebiańską. Artysta wyraźnie dzieli kompozycje na dwie części. Bóg Ojciec, dotychczas umieszczany w dyskretny sposób, będący jedynie obecny przy chrzcie tu skupia na sobie uwagę widza. Elementem łączącym obie sfery jest Duch Święty. Dwa duchowe światy łączy ogromna czerwona tunika. Kolor płaszcza wyraźnie kontrastuje z otoczeniem i będąc symbolem męczeństwa jest jednocześnie jego zapowiedzią. Umieszczenie płaszcza oraz postaci towarzyszących w poziomej płaszczyźnie tworzy wraz z osią pionową Chrystus-Duch Święty- Bóg Ojciec krzyż – symbol zbawczej ofiary. W ten sposób El Greco przedstawia istotę Boskiego planu, gdzie chrzest w Jordanie był jego początkiem. Obok kolana Jana Chrzciciela można rozpoznać siekierę prawdopodobnie jest to aluzja do słów świętego wypowiedzianych w Ewangelii Mateusza: 

Już siekiera do korzenia drzew jest przyłożona. Każde więc drzewo, które nie wydaje dobrego owocu, będzie wycięte i w ogień wrzucone (Mt 3,10).

 Odejściem od tradycyjnej ikonografii jest ukazanie dziecinnego anioła pomiędzy Jezusem a Janem.
Zgodnie z manierą artystyczną jaka coraz częściej towarzyszy artyście, postacie Chrystusa i Jana są nadnaturalnie wydłużone. Przedstawione przez niego anioły, chmury, gołębice tworzą fryz ponad głową Chrystusa; a tak daleko są niematerialne, że nie wiadomo już, gdzie kończy się jakiś policzek, gdzie zaczyna się obłok, co jest refleksem pukla włosów, a co jest już tylko światłem

## Inne wersje
W tym samym roku El Greco sporządził mniejszą, ale wierną kopię Chrztu Jezusa obecnie znajdującą się w Galleria Nazionale d’Arte Antica.